# ユーレカタワー
ユーリカタワー（Eureka Tower）は、オーストラリアのビクトリア州メルボルンに位置する超高層ビル。

## 概要
ユーリカタワーは2006年6月に完成。2007年5月にオープンした。地上92階、高さ300mで、オープン時はメルボルンで一番高いビルで2019年にオーストラリア108に抜かれるまで保持していた。下層階はオフィス、上層階は高級住宅の複合ビルで、88階、高さ285mの所に「ユーリカ・スカイデッキ88」と呼ばれる展望台がある。また、展望台にはThe Edgeというアトラクションがある。2011年までは世界で最も高い超高層マンションであったが、ドバイに建設されたマンションによって記録が塗り替えられた。